# Vàter de Ferran VII d'Espanya
El Vàter de Ferran VII d'Espanya fou una sala de descans dels reis espanyols al segle xix i amb una petita cambra destinada a llur higiene íntima, la qual és conservada a la sala 39 del Museu del Prado de Madrid.

## Descripció
Aquesta petita cambra, anomenada Mueble de aseo o retrete de Fernando VII, té el terra decorat amb una marqueteria de marbre de color i en forma de llaceries (motius geomètrics o florals enllaçats entre ells amb la continuïtat d'un fris i que constitueixen un ornament arquitectònic). Hi havia un moble-tocador de fusta fina i amb incrustacions de bronze daurat en forma de butaca amb respatller, el seient del qual presenta un orifici. Tant el seient com el respatller estan folrats de vellut. El moble es troba al Museu Arqueològic de Madrid. L'habitacle, de 2,70 x 2,45 m, presenta les parets decorades amb pintures al tremp d'estil neoclàssic molt ferrandí i restaurades el 1984. El saló adjacent estava decorat amb una escòcia construïda el 1866 per a instal·lar en el sostre de la sala un llenç de Vicent López i Portaña, però, durant les successives reformes, les pintures d'aquest saló de descans van desaparèixer. Gràcies a Alfonso E. Pérez Sánchez se sap que l'autor de les pintures del vàter de Ferran VII i de la sala de descans va ser Francisco Martínez que, en el seu temps, va gaudir de certa fama en treballs decoratius, generalment de caràcter efímer. És curiós ressenyar que els 1.400 rals que va costar l'obra seguien devent-se anys més tard. Justament, la carta de reclamació i factura van permetre a Pérez Sánchez conèixer la primera notícia sobre l'inodor reial. La decoració consistia en garlandes vegetals, el vàter s'obria a la sala de descans i al passadís, i aquests dos murs es van decorar simulant marbres grisos. Les cantonades presenten motius senzills de rosetes en rombes i un sòcol també de marbres fingits i una motllura horitzontal amb palmetes (uns ornaments en forma de ventall, les estries dels quals els donen aspecte de fulla de palma) molt estilitzades.
El vàter estava situat en el mur orientat al sud davant d'una finestra amb magnífiques vistes al Jardí Botànic i decorat amb una fornícula fingida i, dins d'ella i amb efecte de trompe-l'œil, tres nusos masculins que sostenen un gran motiu del teatre grotesc rematat amb un gerro amb garlandes. La volta està decorada amb un cercle i dos semicercles on es van pintar teles plegades. Al centre de la volta apareix un amoret o putto que sosté la cinta d'una condecoració que podria ser la Gran Creu de Carles III. La lluneta de la volta està dividida en tres espais per motllures fingides amb decoració floral. Un cistell de vímet, ple a vessar de flors, omple l'espai central, mentre que els laterals presenten també dos gerros de pedra plens de flors. Francisco Martínez demostra en la decoració d'aquest espai íntim un gran mestratge en la tècnica del trompe-l'œil. A la sobreporta a la sala de descans apareix un requadre gris amb una cartel·la amb la corona reial i la inicial "I". Aquesta dada fa pensar que, si bé l'obra del vàter fou encarregada per Ferran VII d'Espanya, es va acabar durant la regència d'Isabel II, la qual cosa explicaria que la data en la factura no pagada sigui del 1835, ja que va ser l'any 1833 quan Ferran VII va morir afectat de gota. El desguàs de les aigües fecals a Madrid seguia per aquells anys amb procediments encara allunyats de les xarxes de canonades i clavegueram. Tot i tractar-se d'un lloc reial, la neteja consistia en la recollida de les immundícies en uns recipients destinats per a aquesta finalitat.